# Mort Shuman
Mortimer „Mort“ Shuman (* 12. November 1938 in New York City; † 2. November 1991 in London) war ein US-amerikanischer Sänger und Songwriter. Er schrieb fast 700 Songs, viele davon in Zusammenarbeit mit Doc Pomus, der meist die Texte beitrug. Zu Shumans bekanntesten Stücken gehören Save the Last Dance for Me und Sweets for My Sweet sowie zahlreiche Songs von Elvis Presley wie Surrender, Viva Las Vegas oder His Latest Flame.

## Erste Erfolge
Mort Shuman hatte Musik studiert und war ausgebildeter Konzertpianist. Seine Liebe aber galt dem Rhythm and Blues, und reizte ihn, entsprechende Songs zu schreiben. Es bedurfte jedoch der Begegnung mit dem bereits etablierten Songautor Doc Pomus im Jahr 1958, bevor er in Partnerschaft mit diesem zu Erfolgen kam. Beide fanden eine Anstellung im New Yorker Brill Building, einem Mekka der Popindustrie.
Shumans erste Komposition mit Pomus war im Januar 1959 Plain Jane für Bobby Darin. Es folgte für Fabian im selben Monat I'm A Man und das Nachfolgestück Turn Me Loose im März 1959. Erster großer Hit für den meistens die Musik komponierenden Shuman war im April 1959 das romantische A Teenager in Love für Dion and the Belmonts. Erste Top-Platzierung in den US-Pop-Charts war für die Drifters im September 1960 Save the Last Dance for Me.
Durch die Erfolge wurde auch das Management von Elvis Presley auf das junge Team aufmerksam. Hatte man Turn Me Loose noch abgelehnt, so wurde A Mess of Blues – aufgenommen im März 1960 – versuchsweise noch auf die B-Seite der Elvis-Single It’s Now or Never verbannt. Damit begann eine fast fünfjährige Partnerschaft des Autorenteams mit Presley. Dann verfassten Pomus/Shuman mit Surrender die erste A-Seite für Presley. Allerdings geht das Urheberrecht des im Oktober 1960 aufgenommenen Songs bereits auf das Jahr 1904 zurück, und zwar unter dem italienischen Originaltitel Torna a Surriento (Komm' zurück nach Sorrent), von Gianbattista und Ernesto de Curtis verfasst. Pomus/Shuman hatten die Partitur variiert und einen englischen Text geschrieben. Die 56 Jahre alte Coverversion wurde in ihrer englischen Fassung zur ersten Nummer-eins-Platzierung des Teams für Presley. Insgesamt hat das Team Pomus/Shuman 19 Stücke (darunter Viva Las Vegas, Suspicion, Little Sister, His Latest Flame) für Presley verfasst.
Inzwischen wurde Fabian noch mit Tiger (Juni 1959) und Hound Dog Man (November 1959) bedacht. Im selben Jahr begann auch eine erfolgreiche Zusammenarbeit mit den Drifters. Erste Komposition von Pomus/Shuman für die – starken personellen Fluktuationen unterworfene – schwarze Vokalgruppe war (If You Cry) True Love, True Love im September 1959, zwei weitere Hits folgten, bis ihre Zusammenarbeit in Save the Last Dance For Me kulminierte. I Count the Tears (Dezember 1960) und Sweets for My Sweet (September 1961) stammten im Original ebenfalls von den Drifters, wurden jedoch zwei Jahre später von den Searchers für den englischen Markt erfolgreich gecovert. Aus vielen weiteren Songs für andere Interpreten ist noch ein großer Hit von Pomus/Shuman für Andy Williams hervorzuheben: Can't Get Used to Losing You vom Februar 1963 konnte sich in den USA und Großbritannien auf Platz 2 der Hitparade platzieren.

## Wechsel nach Europa
Shuman siedelte 1964 nach England über, wo er mit anderen Partnern Stücke schrieb. Zusammen mit John Leslie McFarland entstand für die von Brian Epstein gemanagte und von George Martin produzierte Formation Billy J. Kramer and the Dakotas im März 1964 Little Children, ein Nummer-eins-Hit in England. Auch die Hollies profitierten von Shuman; er verfasste zusammen mit Clive Westlake im Mai 1964 Here I Go Again. In Kooperation mit Kenny Lynch entstand im Februar 1966 für die Small Faces der Pop-Klassiker Sha-la-la-la-lee.
Als er im selben Jahr auf das Werk von Jacques Brel stieß, war er fasziniert: Die nächsten Jahre verbrachte er damit, dessen Lieder ins Englische zu übersetzen, namentlich Titel, die Scott Walker ab 1967 veröffentlichte (beispielsweise Amsterdam, Jackie, Next oder Mathilde) und schrieb 1968 sogar ein Musical über ihn, Jacques Brel Is Alive and Well and Living in Paris, das einige Erfolge als Off-Broadway-Stück feiern konnte. Gleichzeitig unternahm Shuman in Frankreich auch erste Gehversuche als Solokünstler und hatte einige Hits, unter anderem 1973 die Nummer eins Le lac majeur. Die ebenfalls von ihm gesungene deutschsprachige Version des Lieds hieß Lago Maggiore im Schnee, kam aber nicht in die Charts. Dafür hatte er im April 1977 mit dem Titel Sorrow, der zum Soundtrack des Films Her mit den kleinen Engländerinnen gehört, einen Hit in Österreich und im Juni desselben Jahres auch in Deutschland. Für den Soundtrack wurde Shuman für den César nominiert.
Nachdem er 15 Jahre in Paris gelebt hatte, zog Shuman 1986 zurück nach London, um auch im englischsprachigen Raum als Sänger Karriere zu machen. Doch der erhoffte Erfolg blieb aus. Im Oktober 1988 verfasste er zusammen mit Don Black das wenig erfolgreiche Musical Budgie. Mort Shuman starb 1991 in London im Alter von 52 Jahren während einer Operation wegen Leberkrebs. 1992 wurde er postum in die Songwriters Hall of Fame aufgenommen.

## Songstatistik
Broadcast Music Incorporated zufolge sind für Shuman insgesamt 681 Songs registriert, davon alleine 26 für Elvis Presley. Der Rolling Stone listete Shuman 2015 gemeinsam mit Pomus auf Rang 61 der 100 größten Songwriter aller Zeiten.